# Joel Kayamba
Joel Ngandu Kayamba (ur. 17 kwietnia 1992 w Kinszasie) – kongijski piłkarz występujący na pozycji pomocnika w tureckim klubie Boluspor oraz reprezentacji Demokratycznej Republiki Konga.